# Денис Дикмайер
Денис Дикмайер (на немски: Dennis Diekmeier) е германски футболист, роден на 20 октомври 1989 г. в Тединген. Играе на поста десен бек в Хамбургер ШФ.

## Клубна кариера
Дикмайер започва професионалната си кариера във Вердер Бремен, където обаче играе за втория отбор в Трета лига. Без изигран мач за първия отбор в началото на 2009 г. преминава в Нюрнберг, който по това време е във Втора Бундеслига. Там участва във всички мачове от пролетния полусезон и баража за промоция в Първа Бундеслига. Заради доброто си представяне е обявен от списание Кикер за третия най-добър бек във Втора Бундеслига, а класираните преди него футболисти имат далеч по-голям опит. В началото на 2010 г. Волфсбург отправя оферта за него, но до трансфер не се стига, защото в Нюрнберг не успяват да му намерят заместник. Вместо това през лятото на същата година Дикмайер преминава в Хамбургер, чиито фен е още от детските си години. Заради контузия обаче дебютира едва в 27-ия кръг на първенството.

## Национален отбор
Дикмайер е основен играч в Националния отбор по футбол на Германия до 19 г. в периода 2007-2008 г. С него той става европейски шампион на Европейското първенство по в Чехия през 2008 г. След първенството получава златен медал Фриц Валтер за футболисти до 19 г., който се връчва ежегодишно на млади германски таланти за особено добро представяне през годината.

## Успехи
- Европейски шампион до 19 г. (1):
  - 2008 (Европейско първенство по футбол за юноши до 19 г. в Чехия)
- Златен медал Фриц Валтер (1):
  - 2008 (до 19 г.)
- Промоция за Първа Бундеслига (1):
  - 2009 (Нюрнберг)